# Dichochrysa inornata
Dichochrysa inornata is een insect uit de familie van de gaasvliegen (Chrysopidae), die tot de orde netvleugeligen (Neuroptera) behoort. 
Dichochrysa inornata is voor het eerst wetenschappelijk beschreven door Navás in 1901.